# 京都 - 広島・徳山線

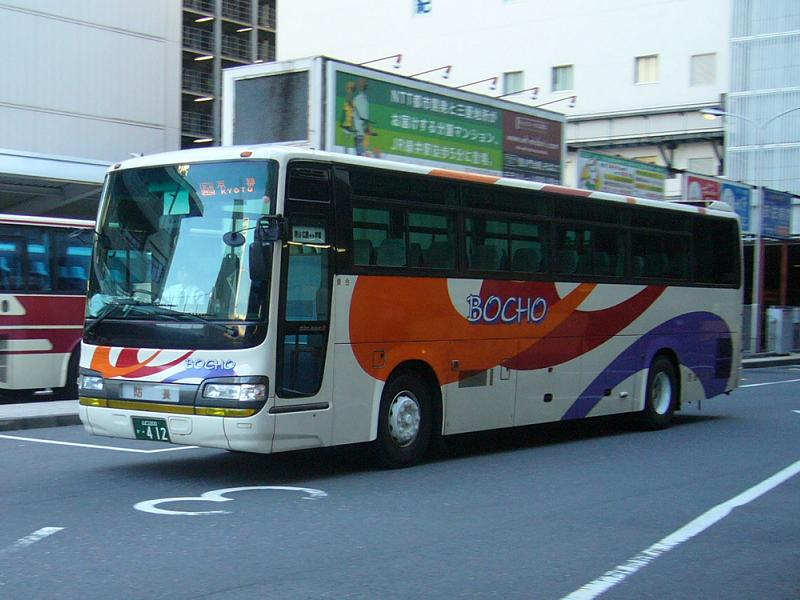
昼特急まいこ号（防長交通）

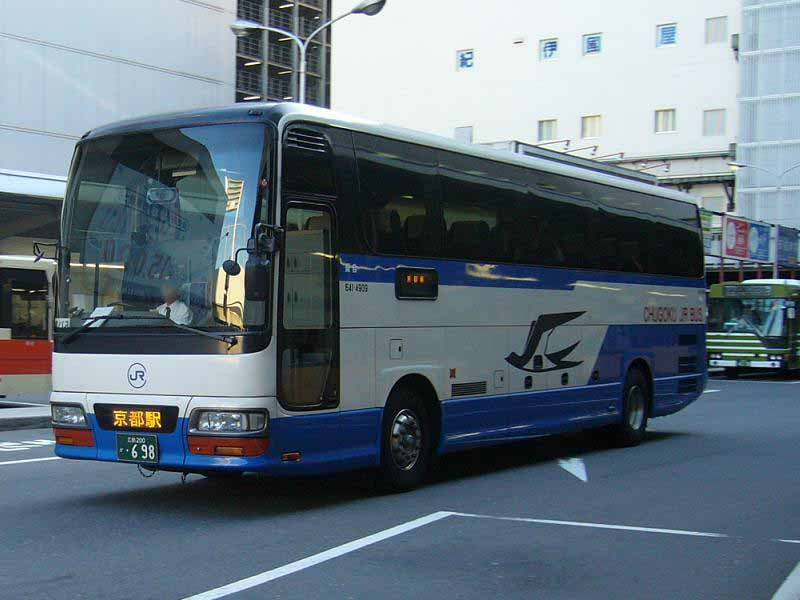
広島昼特急京都号（中国ジェイアールバス）

京都 - 広島・徳山線（きょうと - ひろしま・とくやません）は、京都府京都市・乙訓郡大山崎町・大阪府枚方市・高槻市と広島県広島市・大竹市・山口県岩国市・周南市を結ぶ高速バス路線である。現在は京都・大阪 - 広島間の昼夜あわせて5系統のみであるが、かつての運行会社と昼夜行の別により複数の系統に整理できるため、本項目ではこれらについて一括して記す。
山口・広島〜神戸・大阪・京都間を運行するカルスト号については、当該項目を参照のこと。

## 運行系統（現行）
- 山陽道昼特急広島号（昼行 中国JRバス）

｛（京都発着便　京都駅烏丸口- 大阪駅JR高速バスターミナル｝ - ｛中筋駅 - 不動院 - 広島バスセンター - 広島駅新幹線口｝
- 青春昼特急広島号（昼行 <格安便> / 中国JRバス・西日本JRバス）

青春昼特急広島号（昼行）・青春ドリーム広島号（夜行）
- 青春昼特急広島号
  - ｛京都駅烏丸口 - 大阪駅JR高速バスターミナル｝ - ｛ 中筋駅 - 広島バスセンター - 広島駅新幹線口｝[2]
- 青春ドリーム広島号
  - ｛京都駅烏丸口 - 大阪駅JR高速バスターミナル｝ - ｛広大中央口 - 西条駅 - 中筋駅 - 広島バスセンター - 広島駅新幹線口｝[3]

広大中央口、西条駅は青春ドリーム広島号のみ停車
- - 1日1往復。
- WILLER EXPRESS（昼行・夜行 / WILLER EXPRESS広島営業所・日本高速バス）
  - 京都駅八条口・WILLERバスターミナル大阪梅田・三宮駅 - 広島大学学生会館前・広島駅南口

### 運行会社
- 西日本ジェイアールバス（京都営業所）
  - 青春昼特急広島2号、青春ドリーム広島1号を担当。
- JRバス中国（広島支店）
  - 山陽道昼特急広島2号・5号、青春昼特急広島1号、青春ドリーム広島2号を担当。
- 日本高速バス （京都営業所）
- WILLER EXPRESS（広島営業所）
  - WILLER EXPRESSの運行を担当。

席は全便予約指定制。乗車前にあらかじめ乗車券を購入しなければならない。
なお、運行経路・停車停留所等についての詳細は大阪 - 広島線の項を参照のこと。

## 廃止された運行系統

### 昼特急まいこ号
- 防長交通 - 2006年11月30日出発便をもって廃止（写真参照）。
- 四条河原町・京都駅八条口・名神高槻・名神茨木 - 広島バスセンター - 徳山駅前

### SANYO EXPRESS・まいこ号
2008年1月30日出発便をもって廃止。
運行会社
- 京阪京都交通
  - 亀岡営業所が夜行0.5往復を担当していた。
  - 防長交通担当便の京都側運行支援業務は中山営業所（当時）が担当していた。
- 防長交通
  - 周南営業所が夜行0.5往復を担当していた。

※京都側の予約・発券業務は京阪バス・近鉄バスで、枚方・高槻側の予約・発券業務は京阪バスで、広島側の予約・発券業務は防長観光バス・広交観光で、岩国側の発券業務は岩国市交通局でもそれぞれ行っていた。
運行経路・停車停留所
太字は停車停留所。高槻・枚方以東のみ、および広島以西のみの利用は不可であった。
洛西バスターミナル - 国道9号 - 西本願寺前 - 京都駅八条口 - 国道1号 - 京都南IC - 名神高速道路 - 京滋バイパス - 第二京阪道路 - 枚方東IC - 国道307号 - 京阪枚方市駅北口 - 国道1号 - 摂津南IC - 近畿自動車道 - 中国自動車道 - 山陽自動車道 - 広島IC - 国道54号祇園新道 - 中筋駅 - 広島バスセンター - 中広出入口 - 広島高速4号線 - 沼田出入口 - 五日市IC - 山陽自動車道 - 大竹IC - 大竹IC入口 - 国道2号 - 岩国駅前 - 国道2号 - 岩国IC - 山陽自動車道 - 玖珂IC - 熊毛IC - 徳山東IC - 国道2号 - 徳山駅前
※龍野西SA・小谷SAで休憩。

### 広島昼特急京都号・広島ドリーム京都号
2010年3月31日出発便をもって廃止。
運行会社
- 西日本ジェイアールバス
  - 京都営業所が昼行0.5往復・夜行0.5往復を担当していた。
- 中国ジェイアールバス
  - 広島支店が昼行1.5往復・夜行0.5往復を担当していた。なお、京都駅烏丸口 - 吉備SA間は岡山支店の乗務員が運転。

運行経路・停車停留所
括弧内数字は駅コード。
京都駅烏丸口(07) - 国道1号 - 京都南IC - 名神高速道路 - 名神大山崎(06) - 名神高槻(05) - 中国自動車道 - 山陽自動車道 - 広島IC - 国道54号祇園新道 - 中筋駅(04) - 不動院(03) - 広島バスセンター(02) - 広島駅新幹線口(01)
※中国JRバス担当便は淡河PA・吉備SA・八幡PAで休憩。西日本JRバス担当便は白鳥PA・福山SAで休憩。また、広島ドリーム京都号は下りは白鳥PAで休憩。

## 歴史
- 1989年12月22日 - 京都交通・広島バスの2社により「SANYO EXPRESS・もみじ号」を運行開始[4]。当初は、京都祇園 - 広島バスセンター間で、昼行便、夜行便ともに運行された[4]（後に昼行便は廃止）。
- 1997年
  - 10月1日 - 広島バスの都市間高速バスからの撤退により、「SANYO EXPRESS・もみじ号」の広島バス担当便が防長交通に移管された。
  - 11月1日 - 「SANYO EXPRESS・もみじ号」の広島側を徳山市（現・周南市）まで延長。同時に愛称を「SANYO EXPRESS・まいこ号」へ変更。
- 2004年
  - 8月1日 - 防長交通が単独で「昼特急まいこ号」を運行開始。同時に中国JRバスが単独で「広島昼特急京都号」を運行開始。
  - 9月18日 - 中国JRバス「広島昼特急京都号」トイレ付きの新車導入。
  - 10月1日 - 「昼特急まいこ号」が名神大山崎、名神高槻、名神茨木に停車。
  - 12月1日 - 「昼特急まいこ号」の中筋駅・広島バスセンター - 徳山駅前間の相互利用が可能となる（防長交通・広交観光の広島 - 徳山線と共通乗車可能。ただし乗車は空席がある場合に限られ、予約はできなかった。また、広島市内のみの利用は不可）。
- 2005年
  - 4月8日 - 「昼特急まいこ号」が大塚駅に停留所を増設。
  - 7月1日 - 京都交通の事業廃止により、「SANYO EXPRESS」・まいこ号の京都交通担当便が京阪京都交通に移管された。
  - 7月15日 - 「広島昼特急京都号」に西日本JRバスが参入。同時に西日本JRバス・中国JRバスの2社が「広島ドリーム京都号」を運行開始。
- 2006年
  - 3月18日 - 「SANYO EXPRESS・まいこ号」の京都側を洛西バスターミナルまで延長。四条河原町への乗り入れを中止。
  - 11月30日 - 「昼特急まいこ号」廃止。これに伴い四条河原町・大塚駅・周陽町中央病院入口への停車を廃止。車両は広島 - 徳山・防府・山口・萩線に転用される。
  - 12月1日 - 「SANYO EXPRESS・まいこ号」が大竹IC入口・玖珂IC・熊毛ICに停車。
- 2008年1月30日 - 燃料費の高騰などによる採算性の悪化を受け、この日の京都・徳山発をもって「SANYO EXPRESS・まいこ号」を廃止。京阪京都交通の車両は京阪バスに移籍し、京都 - 四日市線に転用される。
- 2010年4月1日 - 「広島昼特急京都号」、「広島ドリーム京都号」廃止。「山陽道昼特急広島号」のうち1往復を京都延長。「青春昼特急広島号」・「青春ドリーム広島号」を運行開始。
- 2011年3月17日 - 防長交通が運行する「カルスト号」が京都まで延伸。これにより、防長交通としては3年ぶりに京都乗り入れが復活。
- 2013年7月31日 -「新高速バス制度」施行に伴い、WILLER EXPRESSが従来運行していた広島-京阪神間の高速ツアーバスを乗合移行する形で広島-京都線に参入。

## 車内設備
- 4列シート、トイレ付き
  - 「広島昼特急京都号・広島ドリーム京都号」および「SANYO EXPRESS・まいこ号」は3列シート、トイレ付きで運行されていた。
  - 「昼特急まいこ号」は4列シート、トイレ付きで運行されていたが、運行当初はトイレがついていなかった。
- WILLER EXPRESSおよび続行便「STAR EXPRESS」は4列シート車で運行。